# Herman Bernhard van Saksen-Weimar-Eisenach
Herman Bernhard George van Saksen-Weimar-Eisenach, Duits: Hermann Bernhard Georg, Prinz von Sachsen-Weimar-Eisenach und Herzog zu Sachsen (Schloss Altenstein, 4 augustus 1825 - Berchtesgaden, 31 augustus 1901), was een prins van het groothertogdom Saksen-Weimar-Eisenach, daardoor mocht hij zich hertog van Saksen noemen. Ook was hij generaal in dienst van het Koninkrijk Württemberg.

## Leven
Herman werd geboren in 1825 als vijfde kind en derde zoon. Zijn vader was prins Karel Bernhard van Saksen-Weimar-Eisenach, een militair in Duitse en Nederlandse dienst, en jongste zoon van groothertog Karel August van Saksen-Weimar-Eisenach en groothertogin Louise van Hessen-Darmstadt. Zijn moeder was Ida van Saksen-Meiningen, tweede dochter van hertog George I van Saksen-Meiningen, en jongere zus van koningin Adelheid van het Verenigd Koninkrijk (vrouw van Willem IV). Herman kreeg meerdere broers en zussen, waaronder: Amalia, echtgenote van prins Hendrik der Nederlanden.
Herman trouwde op 17 juni 1851 met prinses Augusta van Württemberg, jongste dochter van koning Wilhelm I van Württemberg en koningin Pauline. Augusta was een jongere halfzus van koningin Sophie, eerste echtgenote van koning Willem III der Nederlanden. Augusta's oudere broer, Karel, werd in 1864 de koning van Württemberg. Uit het huwelijk van Herman en Augusta werden de volgende kinderen geboren:
- Pauline (1852-1904), huwde kroonprins Karel August van Saksen-Weimar-Eisenach. Ze werd de moeder van groothertog Willem Ernst.
- Wilhelm (1853–1924), huwde Gerta zu Isenburg-Büdingen in Wächtersbach
- Bernhard (1855–1907), huwde 1e: Marie Luise Brockmüller, huwde 2e: Elisabeth von der Schulenburg. Was graaf van Crayenburg.
- Alexander (1857–1891)
- Ernst (1859–1909)
- Olga (1869–1924), huwde Leopold zu Isenburg-Büdingen in Birstein.

Dochter Pauline zou groothertogin van Saksen-Weimar-Eisenach zijn geworden, echter stierf haar echtgenoot in 1894. Haar zoon, Willem Ernst, was van 1897 tot 1909 de erfgenaam van koningin Wilhelmina. Deze titel ging later over op prinses Juliana. Prinses Augusta stierf op 3 december 1898 in Stuttgart. Drie jaar later stierf Herman, op 31 augustus 1901 te Berchtesgaden. 
De Weimarstraße in Stuttgart dankt zijn naam aan prins Herman.

## Decoraties
- Grootkruis in de Orde van de Witte Valk
- Grootkruis in de Orde van de Heilige Stefanus
- Grootkruis in de Kroonorde (Württemberg)
- Alexander Nevski-orde